# ريتشارد ن. غاردنر
ريتشارد ن. غاردنر (بالإنجليزية: Richard N. Gardner)‏ هو اقتصادي ودبلوماسي أمريكي، ولد في 9 يوليو 1927 في نيويورك في الولايات المتحدة، وتوفي بنفس المكان في 16 فبراير 2019.

## وصلات خارجية
- ريتشارد ن. غاردنر على موقع مونزينجر (الألمانية)
- ريتشارد ن. غاردنر على موقع إن إن دي بي (الإنجليزية)